# Forotic
Forotic (en hongrois : Forotik) est une commune roumaine située dans le județ de Caraș-Severin.